# Conduelo Píriz
Conduelo Píriz (Montevideo, 1905. július 17. – 1976. december 25.) világbajnok uruguayi válogatott labdarúgó.
Az uruguayi válogatott tagjaként részt vett az 1930-as világbajnokságon és az 1929-es Dél-amerikai bajnokságon.

## Sikerei, díjai
Uruguay
- Világbajnok (1): 1930

## Külső hivatkozások
- Statisztika az RSSSF.com honlapján
- Világbajnok keretek az RSSSF.com honlapján